# Øjesten
Øjesten er en kortfilm instrueret af Julie Bille efter manuskript af Julie Bille.

## Handling
I en sælsom by, er det blevet moderne at bruge rigtige menneskeøjne som smykker. Vi møder en kvinde, hvis største ønske er, at nå ud af sin ensomhed og blive som de andre. Hun bruger sine sidste penge på at købe et øjesmykke. Men bag hvert øje er der et offer. Kvinden møder den dreng, hvis øje hun har købt. En psykologisk historie om samvittighed og fortrængning, udspilles i et magisk sciencefiktion univers.